# Забошне (Армізонський район)
Забо́шне (рос. Забошное) — присілок у складі Армізонського району Тюменської області, Росія.
Населення — 54 особи (2010, 75 у 2002).
Національний склад станом на 2002 рік:
- росіяни — 92 %